# Schlotheimia emarginato-pilosa
Schlotheimia emarginato-pilosa là một loài Rêu trong họ Orthotrichaceae. Loài này được Herzog miêu tả khoa học đầu tiên năm 1916.